# Ajnos
Ajnos – kolonia założona przez Eolów na wybrzeżu Tracji przy ujściu rzeki Hebros (dziś Marica).